# Villeneuve-lès-Montréal

Villeneuve-lès-Montréal este o comună în departamentul Aude din sudul Franței. În 1 ianuarie 2022 avea o populație de 337 de locuitori.